# وو (اوت-گارون)
واوکس، هوت گرن (به فرانسوی: Vaux, Haute-Garonne) یک کامین در فرانسه است که در Canton of Revel واقع شده‌است.

## خصوصیات
واوکس ۱۰٫۴۱ کیلومترمربع مساحت و ۲۶۶ نفر جمعیت دارد و ۲۹۲ متر بالاتر از سطح دریا واقع شده‌است.